# Judo als Jocs Olímpics d'estiu de 2016
La competició de Judo dels Jocs Olímpics d'Estiu de 2016 de Rio de Janeiro està previst que tingui lloc entre el 6 i el 12 d'agost al Arena Carioca 2, al Barra Olympic Park de Barra da Tijuca. S'espera que hi participin 386 judokes, dividits en 14 categories (set d'homes i set de dones).

## Classificació
El format és similar a l'emprat pels Jocs Olímpics de 2012, estan la classificació basada en el rànquing mundial preparat per la Federació Internacional de Judo en data de 30 de maig de 2016. Un total de 252 atletes es classificaran directament gràcies a aquest rànquing, amb només els primers 22 homes i 14 dones per categoria, assegurant que cada una es limita a 1 judoka per categoria.

## Calendari de competició
El calendari del programa de Judo dels Jocs Olímpics de 2016 es va distribuir en dues sessions per dia. La primera sessió, composta per les eliminatòries i els quarts de final, es disputaven entre les 10:00 i les 13:00 hora local, mentre que la segona sessió, consistent en la repesca, la semifinal, el combat pel bronze i la final, es disputaven entre les 15:30 i les 18:10.
| Q | Eliminatòries i Quarts de final | F | Repesca, Semifinal, Medalla de Bronze i Medalla d'Or |

| Masculí |   |   |   |   |   |   |   |   |   |   |   |   |   |   |
| 60 kg   | Q | F |   |   |   |   |   |   |   |   |   |   |   |   |
| 66 kg   |   |   | Q | F |   |   |   |   |   |   |   |   |   |   |
| 73 kg   |   |   |   |   | Q | F |   |   |   |   |   |   |   |   |
| 81 kg   |   |   |   |   |   |   | Q | F |   |   |   |   |   |   |
| 90 kg   |   |   |   |   |   |   |   |   | Q | F |   |   |   |   |
| 100 kg  |   |   |   |   |   |   |   |   |   |   | Q | F |   |   |
| +100 kg |   |   |   |   |   |   |   |   |   |   |   |   | Q | F |
| Femení  |   |   |   |   |   |   |   |   |   |   |   |   |   |   |
| 48 kg   | Q | F |   |   |   |   |   |   |   |   |   |   |   |   |
| 52 kg   |   |   | Q | F |   |   |   |   |   |   |   |   |   |   |
| 57 kg   |   |   |   |   | Q | F |   |   |   |   |   |   |   |   |
| 63 kg   |   |   |   |   |   |   | Q | F |   |   |   |   |   |   |
| 70 kg   |   |   |   |   |   |   |   |   | Q | F |   |   |   |   |
| 78 kg   |   |   |   |   |   |   |   |   |   |   | Q | F |   |   |
| +78 kg  |   |   |   |   |   |   |   |   |   |   |   |   | Q | F |

## Participants

### Països participants
- Afganistan (1)
- Andorra (1)
- Algèria (5)
- Samoa Americana (1)
- Angola (1)
- Argentina (2)
- Armènia (1)
- Aruba (1)
- Austràlia (7)
- Àustria (5)
- Azerbaidjan (6)
- Belarús (2)
- Bèlgica (5)
- Belize (1)
- Benín (1)
- Bolívia (1)
- Bòsnia i Hercegovina (1)
- Brasil (14)
- Bulgària (2)
- Burkina Faso (1)
- Burundi (1)
- Camerun (1)
- Canadà (8)
- Colòmbia (2)
- Rep. del Congo (1)
- Corea del Nord (3)
- Corea del Sud (12)
- Costa d'Ivori (1)
- Costa Rica (1)
- Croàcia (1)
- Cuba (9)
- República Dominicana (1)
- R.D. del Congo (1)
- Djibouti (1)
- Equador (3)
- Egipte (5)
- El Salvador (1)
- Espanya (5)
- Estònia (1)
- Fiji (1)
- Finlàndia (1)
- França (14)
- Gabon (2)
- Gàmbia (1)
- Geòrgia (8)
- Alemanya (13)
- Ghana (1)
- Regne Unit (7)
- Grècia (2)
- Guatemala (1)
- Guinea Bissau (1)
- Haití (1)
- Hondures (1)
- Hongria (8)
- Iemen (1)
- Índia (1)
- Iran (2)
- Iraq (1)
- Islàndia (1)
- Israel (7)
- Itàlia (6)
- Japó (14)
- Jordània (1)
- Kazakhstan (5)
- Kenya (1)
- Kosovo (2)
- Kirguizstan (2)
- Laos (1)
- Letònia (2)
- Líban (1)
- Líbia (1)
- Lituània (1)
- Macedònia del Nord (1)
- Madagascar (1)
- Mali (1)
- Maurici (1)
- Mèxic (2)
- Moldàvia (1)
- Mònaco (1)
- Mongòlia (13)
- Montenegro (1)
- Marroc (3)
- Moçambic (1)
- Nauru (1)
- Nepal (1)
- Nova Zelanda (1)
- Níger (1)
- Països Baixos (11)
- Pakistan (1)
- Palestina (1)
- Papua Nova Guinea (1)
- Perú (1)
- Filipines (1)
- Polònia (4)
- Portugal (6)
- Puerto Rico (2)
- Qatar (1)
- Txèquia (3)
- Refugiats (2)
- Romania (4)
- Rússia (11)
- Samoa (1)
- San Marino (1)
- Aràbia Saudita (1)
- Senegal (1)
- Sèrbia (1)
- Seychelles (1)
- Eslovènia (5)
- Síria (1)
- Sud-àfrica (1)
- Sri Lanka (1)
- Sudan (1)
- Surinam (1)
- Suècia (4)
- Suïssa (3)
- Tadjikistan (2)
- Tanzània (1)
- Tailàndia (1)
- Trinitat i Tobago  (1)
- Tunísia (4)
- Turquia (4)
- Turkmenistan (2)
- Ucraïna (7)
- Emirats Àrabs Units (3)
- Estats Units (6)
- Uruguai (1)
- Uzbekistan (7)
- Vanuatu (1)
- Veneçuela (1)
- Vietnam (1)
- Xile (1)
- R.P. de la Xina (8)
- Xina Taipei (2)
- Zàmbia (1)

## Medaller

### Medaller masculí
| Event        | Or                       | Plata                     | Bronze                      |
| -60 Detalls  | Beslan Mudranov (RUS)    | Yeldos Smetov (KAZ)       | Naohisa Takato (JPN)        |
| -60 Detalls  | Beslan Mudranov (RUS)    | Yeldos Smetov (KAZ)       | Diyorbek Urozboev (UZB)     |
| -66 Detalls  | Fabio Basile (ITA)       | An Ba-ul (KOR)            | Rishod Sobirov (UZB)        |
| -66 Detalls  | Fabio Basile (ITA)       | An Ba-ul (KOR)            | Masashi Ebinuma (JPN)       |
| -73 Detalls  | Shohei Ono (JPN)         | Rustam Orujov (AZE)       | Lasha Shavdatuashvili (GEO) |
| -73 Detalls  | Shohei Ono (JPN)         | Rustam Orujov (AZE)       | Dirk Van Tichelt (BEL)      |
| -81 Detalls  | Khasan Khalmurzaev (RUS) | Travis Stevens (USA)      | Sergiu Toma (UAE)           |
| -81 Detalls  | Khasan Khalmurzaev (RUS) | Travis Stevens (USA)      | Takanori Nagase (JPN)       |
| -90 Detalls  | Mashu Baker (JPN)        | Varlam Liparteliani (GEO) | Gwak Dong-han (KOR)         |
| -90 Detalls  | Mashu Baker (JPN)        | Varlam Liparteliani (GEO) | Cheng Xunzhao (CHN)         |
| -100 Detalls | Lukáš Krpálek (CZE)      | Elmar Gasimov (AZE)       | Cyrille Maret (FRA)         |
| -100 Detalls | Lukáš Krpálek (CZE)      | Elmar Gasimov (AZE)       | Ryunosuke Haga (JPN)        |
| +100 Detalls | Teddy Riner (FRA)        | Hisayoshi Harasawa (JPN)  | Rafael Silva (BRA)          |
| +100 Detalls | Teddy Riner (FRA)        | Hisayoshi Harasawa (JPN)  | Or Sasson (ISR)             |

### Medaller femení
| Event       | Or                      | Plata                       | Bronze                          |
| -48 Detalls | Paula Pareto (ARG)      | Jeong Bo-kyeong (KOR)       | Ami Kondo (JPN)                 |
| -48 Detalls | Paula Pareto (ARG)      | Jeong Bo-kyeong (KOR)       | Galbadrakhyn Otgontsetseg (KAZ) |
| -52 Detalls | Majlinda Kelmendi (KOS) | Odette Giuffrida (ITA)      | Misato Nakamura (JPN)           |
| -52 Detalls | Majlinda Kelmendi (KOS) | Odette Giuffrida (ITA)      | Natalia Kuziutina (RUS)         |
| -57 Detalls | Rafaela Silva (BRA)     | Dorjsürengiin Sumiyaa (MGL) | Telma Monteiro (POR)            |
| -57 Detalls | Rafaela Silva (BRA)     | Dorjsürengiin Sumiyaa (MGL) | Kaori Matsumoto (JPN)           |
| -63 Detalls | Tina Trstenjak (SLO)    | Clarisse Agbegnenou (FRA)   | Yarden Gerbi (ISR)              |
| -63 Detalls | Tina Trstenjak (SLO)    | Clarisse Agbegnenou (FRA)   | Anicka van Emden (NED)          |
| -70 Detalls | Haruka Tachimoto (JPN)  | Yuri Alvear (COL)           | Sally Conway (GBR)              |
| -70 Detalls | Haruka Tachimoto (JPN)  | Yuri Alvear (COL)           | Laura Vargas Koch (GER)         |
| -78 Detalls | Kayla Harrison (USA)    | Audrey Tcheuméo (FRA)       | Mayra Aguiar (BRA)              |
| -78 Detalls | Kayla Harrison (USA)    | Audrey Tcheuméo (FRA)       | Anamari Velenšek (SLO)          |
| +78 Detalls | Émilie Andéol (FRA)     | Idalys Ortiz (CUB)          | Kanae Yamabe (JPN)              |
| +78 Detalls | Émilie Andéol (FRA)     | Idalys Ortiz (CUB)          | Yu Song (CHN)                   |

### Classificació final
Llegenda
   *   Amfitrió (Brasil)
| Posició | País            | Or    | Plata | Bronze | Total |    |
| 1       | Japó            | 3     | 1     | 8      | 12    |    |
| 2       | França          | 2     | 2     | 1      | 5     |    |
| 3       | RUS             | 2     | 0     | 1      | 3     |    |
| 4       | Estats Units    | 1     | 1     | 0      | 2     |    |
| 4       | ITA             | 1     | 1     | 0      | 2     |    |
| 6       | Brasil          | 1     | 0     | 2      | 3     |    |
| 7       | SLO             | 1     | 0     | 1      | 2     |    |
| 8       | ARG             | 1     | 0     | 0      | 1     |    |
| 8       | KOS             | 1     | 0     | 0      | 1     |    |
| 8       | República Txeca | 1     | 0     | 0      | 1     |    |
| 11      | KOR             | 0     | 2     | 1      | 3     |    |
| 12      | AZE             | 0     | 2     | 0      | 2     |    |
| 13      | Geòrgia         | 0     | 1     | 1      | 2     |    |
| 13      | Kazakhstan      | 0     | 1     | 1      | 2     |    |
| 15      | COL             | 0     | 1     | 0      | 1     |    |
| 15      | Cuba            | 0     | 1     | 0      | 1     |    |
| 15      | Mongòlia        | 0     | 1     | 0      | 1     |    |
| 18      | ISR             | 0     | 0     | 2      | 2     |    |
| 18      | UZB             | 0     | 0     | 2      | 2     |    |
| 18      | Xina            | 0     | 0     | 2      | 2     |    |
| 21      | Alemanya        | 0     | 0     | 1      | 1     |    |
| 21      | BEL             | 0     | 0     | 1      | 1     |    |
| 21      | UAE             | 0     | 0     | 1      | 1     |    |
| 21      | Països Baixos   | 0     | 0     | 1      | 1     |    |
| 21      | POR             | 0     | 0     | 1      | 1     |    |
| 21      | Regne Unit      | 0     | 0     | 1      | 1     |    |
| 21      | Total           | Total | 14    | 14     | 28    | 56 |